# Imanol Landeta
Imanol Goenaga Martí, conosciuto come Imanol Landeta (Città del Messico, 23 luglio 1987), è un attore e cantante messicano.

## Biografia
Di origini basche, la sua carriera di attore è iniziata con la pellicola Última llamada nel 1996, ed è finora apparso in quasi una dozzina di pellicole e serie televisive. È figlio dell'attore Manuel Landeta.

## Discografia
- 2007: Señales
- 2004: Es Hoy
- 2002: Si tú supieras
- 2000: Creciendo juntos
- 1999: Pescador
- 1998: Pedacitos de amor
- 1997: Imanol

## Filmografia

### Cinema
- Última llamada, regia di Carlos García Agraz (1996)
- Elisa antes del fin del mundo, regia di Juan Antonio de la Riva (1997)
- Un secreto de Esperanza, regia di Leopoldo Laborde (2002)
- El juego de las llaves, regia di Vicente Villanueva (2022)

### Televisione
- Chiquilladas – serie TV, 1 episodio (1985)
- Plaza Sésamo – serie TV, 1 episodio (1996)
- Los hijos de nadie – serie TV (1997)
- Vivo por Elena – serie TV, 1 episodio (1998)
- El niño que vino del mar – serie TV, 95 episodi (1999)
- Clase 406 – serie TV, 1 episodio (2002)
- De pocas, pocas pulgas – serie TV, 1 episodio (2003)
- Velo de novia – serie TV, 1 episodio (2003)
- Bajo el mismo techo – serie TV, 30 episodi (2005)
- Mujer, casos de la vida real – serie TV, 2 episodi (2002-2005)
- Código postal – serie TV, 200 episodi (2006-2007)
- Juro que te amo – serie TV, 140 episodi (2008-2009)
- Verano de amor – serie TV, 1 episodio (2009)
- Amor Sin Reserva – serie TV, 1 episodio (2014)
- Papás por conveniencia – serie TV, 80 episodi (2024-2025)

## Show televisivi
- 2005: Bailando Por Un Sueño
- 1993: Plaza Sésamo  (versione in lingua spagnola di Sesame Street)
- 1992: Chiquilladas

## Teatro
- 1996: Marcelino Pan y Vino
- 1989: Qué plantón